# Pterostichus strenuus
Pterostichus strenuus é uma espécie de insetos coleópteros pertencente à família Carabidae.
A autoridade científica da espécie é Panzer, tendo sido descrita no ano de 1796.
Trata-se de uma espécie presente no território português.